# 知立市歴史民俗資料館
知立市歴史民俗資料館（ちりゅうしれきしみんぞくしりょうかん）は、愛知県知立市南新地にある郷土資料館。
知立市図書館に併設され、1987年（昭和62年）10月22日に開館した。前身は1978年（昭和53年）開館の知立市郷土資料館。常設展示は「知立神社と知立まつり」、「名所八橋」、「池鯉鮒宿」の3つをテーマとしている。

## 歴史

### 知立市郷土資料館
前身は1978年（昭和53年）開館の知立市郷土資料館。知立市郷土資料館は知立市広見2丁目1番地（現在の知立市立知立中学校の敷地の北西角）にあり、法務局の建物を改装して開館した。知立市の歴史や民俗に関する資料を収集し、小中学生の社会科学習や市民の郷土学習に利用されていたが、収集資料の増大、建物の老朽化などが理由で新館の建設が要望された。

### 知立市歴史民俗資料館
知立市は資料館と図書館が一体となった施設の建設を計画し、1987年（昭和62年）10月22日に知立市図書館に併設する形で知立市歴史民俗資料館が開館した。

## 展示

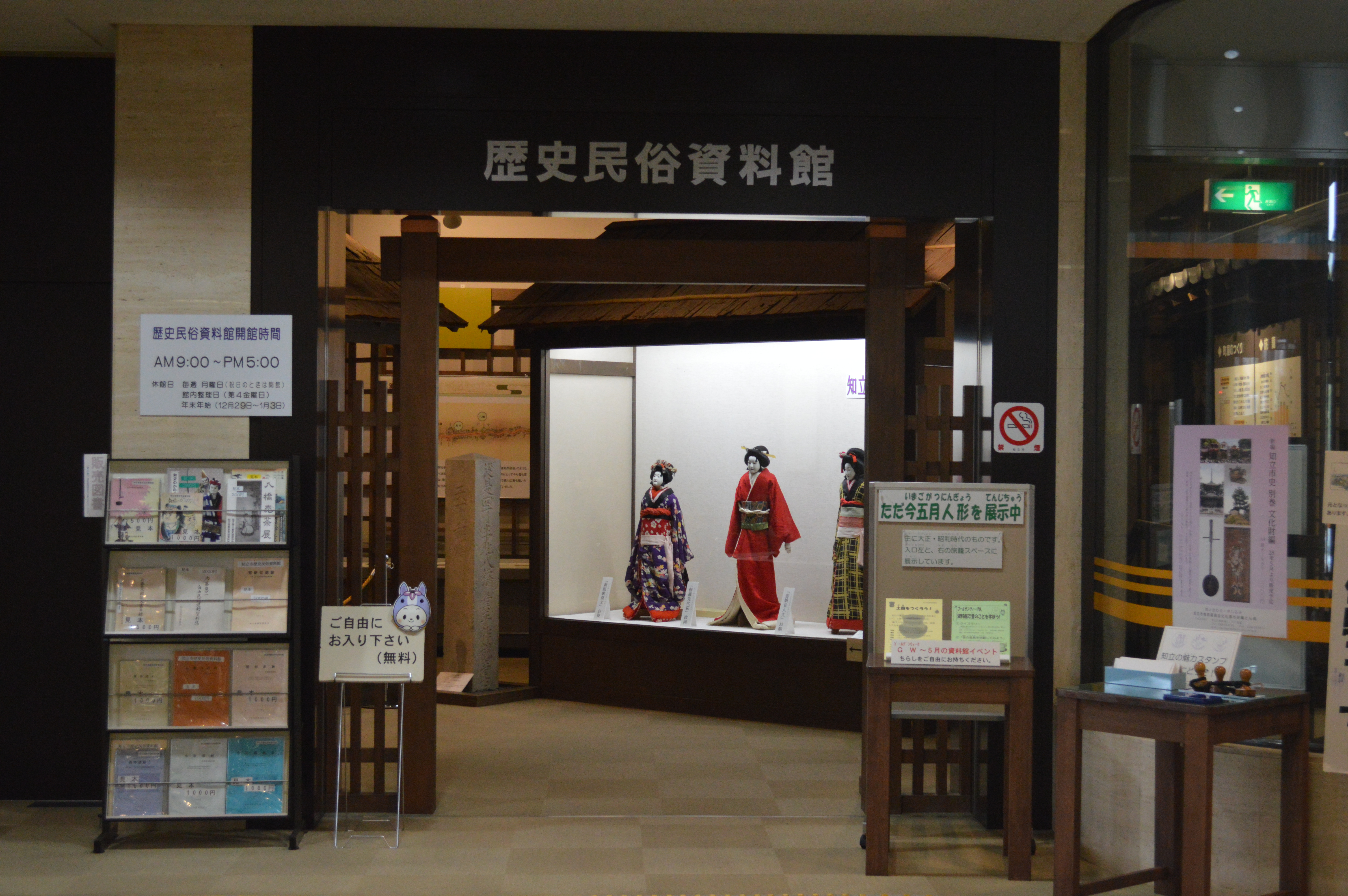
歴史民俗資料館の入口

敷地面積は4,950m2（図書館を含む）、建築面積は658.11m2（資料館部分のみ）、延床面積は1,140.48m2（資料館部分のみ）。
歴史民俗資料館の入口は東海道池鯉鮒宿の入口にあった木戸を模したものである。10月22日から11月22日まで開館記念展示として、三河・岐阜・信州・群馬の人形を集めた「文楽人形展」を行い、また人間国宝の四代目大江巳之助の人形制作過程の写真パネルや実物の人形を展示した。11月3日には開館記念イベントとして文楽・からくり民族芸能祭（文楽の上演）を行った。
1988年（昭和63年）10月4日から11月6日まで開館1周年記念特別展として「知立の生んだ政治家 自由民権運動の闘士 内藤魯一」を行った。

## 利用案内
- 入館料：無料
- 開館時間：9時から17時
- 休館日：毎週月曜日、毎月第4金曜日、年末年始
- アクセス：名鉄名古屋本線・三河線知立駅から徒歩10分